# I Am the Beggar of the World
I Am the Beggar of the World: Landays from Contemporary Afghanistan (Soy la mendiga del mundo: Landays del Afganistán contemporáneo) es una colección de 2014 de más de 100 landays (forma poética tradicional afgana que consiste en un solo pareado) escritos por mujeres afganas y traducidos al inglés por Eliza Griswold. El libro incluye imágenes tomadas por Seamus Murphy. La colección ganó el Premio PEN 2014 de Poesía en Traducción. Los críticos elogiaron la ventana que los poemas ofrecieron a las vidas de las mujeres en Afganistán, así como las fotografías de Murphy y otros materiales contextuales incluidos por Griswold.

## Antecedentes y compilación
El landay es un estilo de poesía originario de Afganistán. Son pareados que generalmente tienen veintidós sílabas, con nueve sílabas en la primera línea y trece en la segunda. La poeta estadounidense Eliza Griswold viajó por Afganistán con Seamus Murphy, un fotógrafo, para recopilar imágenes de todo el país. A menudo viajaban en secreto. Griswold escribió en un artículo publicado por la BBC que su proyecto era lo que ella llamaba "poesía de investigación". Había conocido esta forma de poesía tras enterarse de que una joven supuestamente se suicidó por prohibirle escribir poesía.
En total, recopiló más de 100 poemas escritos por poetas afganas para crear el poemario. Tradujo los poemas del pastún al inglés. casi todas sus traducciones al inglés están modificadas para quelos dos versos rimen, lo que es poco común. El libro también incluye alrededor de 50 imágenes tomadas por Murphy.

Fue publicado en 2014 por la editorial Farrar, Straus y Giroux. Los landays incluidos están organizados por su temática. Griswold incluye el contexto de dónde provienen los poemas o de qué tratan. El título del libro proviene de una mujer que vive cerca de Jalalabad, en un campo de refugiados, cuyo marido se estaba muriendo:
In my dream, I am the president.

When I awake, I am the beggar of the world.

## Recepción
El libro ganó el Premio PEN 2014 de poesía traducida. Tess Taylor describió la poesía del libro en la cadena de radio NPR como "anónima y universal a la vez" y alabó la ventana que ofrecía a Occidente de las vidas de las mujeres que viven en Afganistán. El libro fue descrito como una "colección rica y elegante" por Elizabeth T. Gray Jr. en Harvard Review. Para ella, la decisión de que los versos rimaran había sido un acierto. John Bradley escribió para Rain Taxi que "ofrece mucho para fascinar y perturbar". Sintió que el contexto de los poemas los hacía más poderosos y que los landays ofrecían historias "sobresalientes" de mujeres en una cultura donde sus voces a menudo eran silenciadas. En The Journal de la Universidad Estatal de Ohio  una reseña dijo que el libro "añade un nuevo capítulo a la antigua historia de la indomabilidad humana". Un crítico de The Christian Science Monitor elogió no solo la escritura sino también la fotografía.
Gray elogió las fotografías de Murphy, describiéndolas como "impresionantes" y destacando cómo complementaban los poemas.